# Чёрная вышивка
Чёрная вышивка, блекворк (англ. blackwork или англ. black-on-white embroidery) — вышивка чёрной нитью, в которой широко используются счётные швы. Для этого стиля подходят любые нити, но особенно эффектно смотрятся сильно кручёные. Традиционно блекворк выполнялся шёлковыми нитями на белом или небелёном текстильном полотне или хлопчатобумажной ткани. Иногда для усиления впечатления и расстановки акцентов используются металлические или окрашенные нити. Разновидность вышивки, выполненная нитью красного цвета называется Scarletwork, разновидность вышивки, выполненная нитью зелёного цвета называется англ. Greenwork.

## История
Чёрная вышивка широко использовалась в Англии при декорировании как мужских рубах, так и женских сорочек и блуз со времён правления Генриха VIII. До 1530-х годов этот вид вышивки назывался «испанская работа» (англ. spanish work), так как считалось, что первая жена короля Екатерина Арагонская привезла его из Испании. На испанских портретах конца XV — начала XVI века представлены образцы чёрной вышивки на женских рубахах. Однако чёрная вышивка была известна в Англии и до этого, поскольку упоминается в «Кентерберийских рассказах» Джеффри Чосера. Так, описание внешнего вида жены из рассказа Мельника включает в себя такую деталь, как вышивку чёрными шёлковыми нитями:

…На сорочке вставки

Нарядные и спереди и сзади.
Оригинальный текст (англ.)
Whit was hir smok, and broyden al bifoore

And eek bihynde, on hir coler aboute,

Of col-blak silk, withinne and eek withoute.
— 4. Рассказ Мельника, перевод О. Румера
Чёрная вышивка шёлком на полотне была наиболее распространённой техникой декорирования одежды (рубашки, блузы, рукава) и предметов домашнего обихода, таких как чехлы для подушек, мебели, вплоть до конца правления Елизаветы I, однако потеряла популярность в XVII веке.
Старинных образцов чёрной вышивки сохранилось очень мало, поскольку шёлковые нити не выдерживали стирки с агрессивными моющими средствами, использовавшимися в то время.
В России вышивка чёрными нитями традиционно использовалась в некоторых районах Воронежья и Белгородчины. Орнаменты, вышитые чёрными нитями, были геометрическими.
В настоящее время чёрная вышивка снова стала популярной. Наиболее распространённые сюжеты для вышивания в этом стиле: шахматные фигуры, карты, здания эпохи Тюдоров, цветы и животные. Для того, чтобы подчеркнуть светотеневые эффекты в работе используют разное количество сложений нити.
Термин «чёрная вышивка» теперь используется как обозначение техники вышивки, а не её цвета.